# Governo gallese
Il Governo gallese (in inglese Welsh Government, in gallese Llywodraeth Cymru) è il ramo esecutivo del governo devoluto del Galles.
Fondato nel 1999 come comitato esecutivo della nuova Assemblea nazionale per il Galles, il governo è diventato un organo esecutivo separato nel 2007. È composto dal Primo ministro del Galles, dai ministri e probabilmente da un vice primo ministro e vice ministri. È responsabile davanti all'Assemblea nazionale per il Galles.

## Storia
Quando fu istituita l'Assemblea nazionale per il Galles nel 1999, il potere esecutivo fu affidato a un comitato dell'Assemblea, i cui poteri erano allora solo quelli delegati dall'Assemblea ai ministri. Il capo del comitato porta quindi il titolo di Primo segretario del Galles. Divenne Primo ministro del Galles nel 2000.
Il Government of Wales Act del 2006 introduce una separazione tra l'Assemblea nazionale e il governo, poi denominato "governo dell'Assemblea gallese". I ministri hanno quindi i propri poteri per sviluppare e attuare politiche, esercitare funzioni esecutive e adottare determinati regolamenti. Il governo britannico può, con un ordine in Consiglio approvato dal Parlamento, conferire ai ministri nuove funzioni esecutive.
Il Government of Wales Act del 2014 ha ribattezzato il governo come "Governo gallese".

## Composizione
Il governo include:
- il Primo ministro del Galles, (First Minister of Wales) che ne è il capo;
- eventualmente un vice primo ministro, specialmente quando il governo è una coalizione;
- dei ministri gallesi fino a 12;
- infine, dei vice ministri che assistono i ministri;
- il consiglio generale del Galles (General Counsel for Wales), che è il consulente legale del governo e lo rappresenta in tribunale.

Il primo ministro viene scelto dall'Assemblea nazionale dopo ogni elezione o in caso di vacanza. Viene quindi nominato dal Re. Nomina il vice primo ministro, i ministri e i vice ministri tra i membri dell'Assemblea nazionale con l'approvazione del re. Il Consiglio Generale è nominato dal Re su proposta del Primo Ministro approvato dall'Assemblea nazionale.

## Amministrazione
Il lavoro dei membri del governo è supportato da un servizio pubblico che impiega oltre 5.000 agenti in tutto il Galles. Il servizio civile rimane una giurisdizione del Parlamento di Westminster e gli ufficiali lavorano secondo le regole del servizio civile britannico ma al servizio dell'amministrazione decentrata del Galles.
L'amministrazione è diretta da un segretario permanente.
Il governo gallese è anche responsabile di un certo numero di organismi (gli organismi sponsorizzati dal governo gallese):
- organi esecutivi, enti pubblici non dipartimentali come il Wales for the Arts;
- organi consultivi, come ad esempio l'Historic Buildings Council of Wales;
- tribunali amministrativi.

Il governo è anche responsabile per il National Health Service del Galles.

## Lista dei governi
Governo della I Assemblea nazionale
- 1999-2000 : FM Alun Michael (Laburista)
- 2000-2003 : FM Rhodri Morgan (Laburista), Viceministro principale Mike German (Liberal Democratici)

Governo della II Assemblea nazionale
- 2003-2007 : FM Rhodri Morgan (Laburista)

Governo della III Assemblea nazionale
- 2007 : FM Rhodri Morgan (Laburista)
- 2007-2009 : FM Rhodri Morgan (Laburista), Viceministro principale Ieuan Wyn Jones (Plaid Cymru)
- 2009-2011 : FM Carwyn Jones (Laburista), Viceministro principale Ieuan Wyn Jones (Plaid Cymru)

Governo della IV Assemblea nazionale
- 2011-2016 : FM Carwyn Jones (Laburista), Viceministro principale vacante

Governo della V Assemblea nazionale
- 2016-2018 : FM Carwyn Jones (Laburista), Viceministro principale vacante
- 2018-2021 : FM Mark Drakeford (Laburista)

Governo della VI Assemblea nazionale
- 2021-2024 : FM Mark Drakeford (Laburista)
- 2024- : FM Vaughan Gething (Laburista)